# Осада Новгорода (1170)
Осада Новгорода — неудачный военный поход войск Андрея Боголюбского и его союзников, предпринятый через год после взятия ими Киева.

## История
В 1168 году новгородцы призвали себе на княжение Романа, сына Мстислава Изяславича Киевского. Первый поход был проведён против полоцких князей, союзников Андрея. Земля была разорена, войска не дошли до Полоцка 30 вёрст. Затем Роман атаковал Торопецкую волость Смоленского княжества.
Возможно, Мстислав Изяславич киевский неверно оценил стратегическую обстановку, отправив часть южных сил на помощь Роману в то время, когда его противники готовили поход на Киев. Посланное войско во главе с Михаилом Юрьевичем и чёрные клобуки были перехвачены Ростиславичами по дороге из-за измены чёрных клобуков.
Хронологически между взятием Киева и походом на Новгород летопись ставит рассказ о столкновении новгородцев с суздальцами в Заволочье, победа в котором досталась новгородцам.
Зимой 1170 года пришли под Новгород Мстислав Андреевич, Роман и Мстислав Ростиславичи, Всеслав Василькович Полоцкий, рязанский и муромский полки. Новгородцы построили вокруг города острог.
На 4-й день осады, 25 февраля, был предпринят штурм, продолжавшийся целый день. К вечеру Роман с новгородцами победил суздальцев и их союзников (вероятно, отбив штурмы и предприняв вылазку). Новгородцы пленили так много суздальцев, что продавали их за бесценок (по 2 ногаты).
Однако, вскоре в Новгороде наступил голод, и новгородцы предпочли заключить мир с Андреем на всей своей воле и пригласили на княжение Рюрика Ростиславича, а ещё через год — Юрия Андреевича.

## В фольклоре
Уже в трех церквах новгородских на трех иконах плакала Пресв. Богородица: она предвидела беду, собиравшуюся над Новгородом и его землею…в ночь со вторника на среду второй недели поста — как гласит предание — новгородский архиепископ Иоанн молился перед образом Спаса и услышал глас от иконы: «Иди на Ильину улицу в церковь Спаса, возьми икону Пресвятой Богородицы и вознеси на забрало…, и она спасет Новгород». На другой день Иоанн с новгородцами вознес икону на стену у Загородного конца между Добрыниной и Прусской улицами. Туча стрел посыпалась на него; икона обратилась назад; из глаз её потекли слезы и упали на фелонь епископа…Легенда об избавлении Новгорода имела важное значение на будущие времена, поддерживая нравственную силу Новгорода к борьбе его с суздальскими князьями. Впоследствии она приняла даже общее церковное во всей Руси значение: икона, которой приписывали чудотворное избавление Новгорода от рати Андрея, сделалась под именем Знаменской одною из первоклассных икон Божией Матери, уважаемых всей Русью. Праздник в честь её был установлен новгородцами 27 ноября; праздник этот и до сих пор соблюдается православною русскою церковью.